# 2582 Harimaya-Bashi
2582 Harimaya-Bashi è un asteroide della fascia principale del diametro medio di circa 28,87 km. Scoperto nel 1981, presenta un'orbita caratterizzata da un semiasse maggiore pari a 3,1998012 au e da un'eccentricità di 0,0641593, inclinata di 18,12460° rispetto all'eclittica.
L'asteroide è dedicato al ponte Harimaya, situato a Kōchi.